# Jeanne Mance
Pour les articles homonymes, voir Mance et Jeanne Mance (homonymie).
Jeanne Mance, née le 12 novembre 1606 à Langres en France, morte le 18 juin 1673 (à 66 ans) à Montréal (Ville-Marie), est une pionnière de la Nouvelle-France.
Elle a fondé et dirigé l’Hôtel-Dieu en plus d'être la première infirmière laïque au Canada. Elle est reconnue en 2013 comme vénérable par l'Église catholique et peut être fêtée localement le 18 juin. Jeanne Mance est aujourd'hui considérée comme cofondatrice de Montréal avec Paul Chomedey de Maisonneuve.

## Biographie

### Naissance et milieu familial
Jeanne Mance est née le 12 novembre 1606 à Langres, en France. Le même jour, elle y est baptisée à l'église Saint-Pierre-Saint-Paul. Elle est le deuxième des douze enfants de Charles Mance, procureur du roi de France à Langres, un important évêché en Champagne, et de Catherine Emonnot, fille du procureur Laurent Emonnot. 

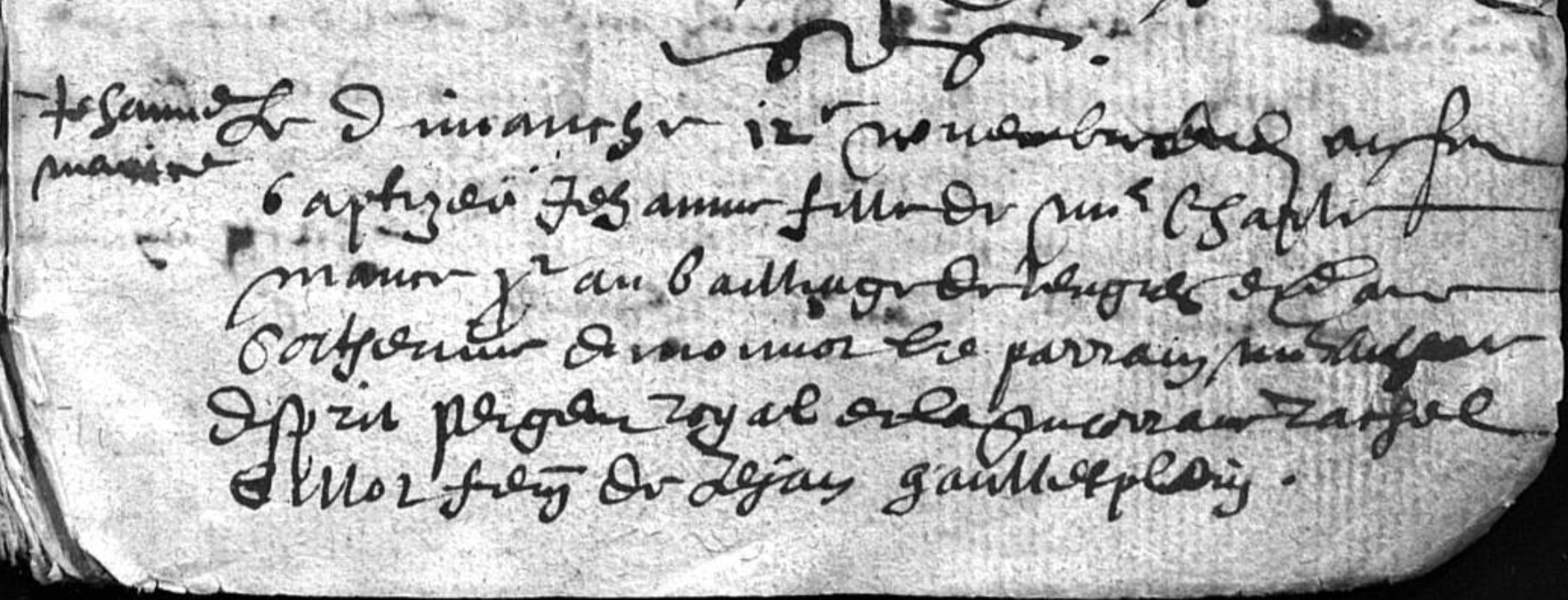
Acte de baptême original de Jeanne Mance. On peut y lire "Le dimanche 12 novembre fut baptisée Jehanne, fille de Maître Charles Mance, procureur au Bailliage de Langres, et d’Anne Catherine Emonnot. Le parrain Antoine Esprit, sergent royal, et la marraine Catherine Gillot, femme de Jean Haulteplein"

À 16 ans, gravement malade, elle est sauvée de justesse par les médecins. Elle aura dès lors une santé fragile, et ce, jusqu'à la fin de ses jours. Jeanne déploie une grande activité au sein de sa famille, issue de la bourgeoisie de robe, et du cabinet juridique de son père. Ce dernier meurt toutefois au début de l'été 1630, suivi par sa mère, deux ans plus tard, en juillet 1632. Avec sa sœur Marguerite, Jeanne devra travailler afin d'assurer la subsistance de ses frères et sœurs mineurs.
N’ayant pas d'inclination pour la vie religieuse non plus que pour le mariage, Jeanne s'initie au métier de soignante, en se consacrant aux victimes de la guerre de Trente Ans et de la peste, deux fléaux qui ravagent Langres dans les années 1630.

### Vocation: soigner

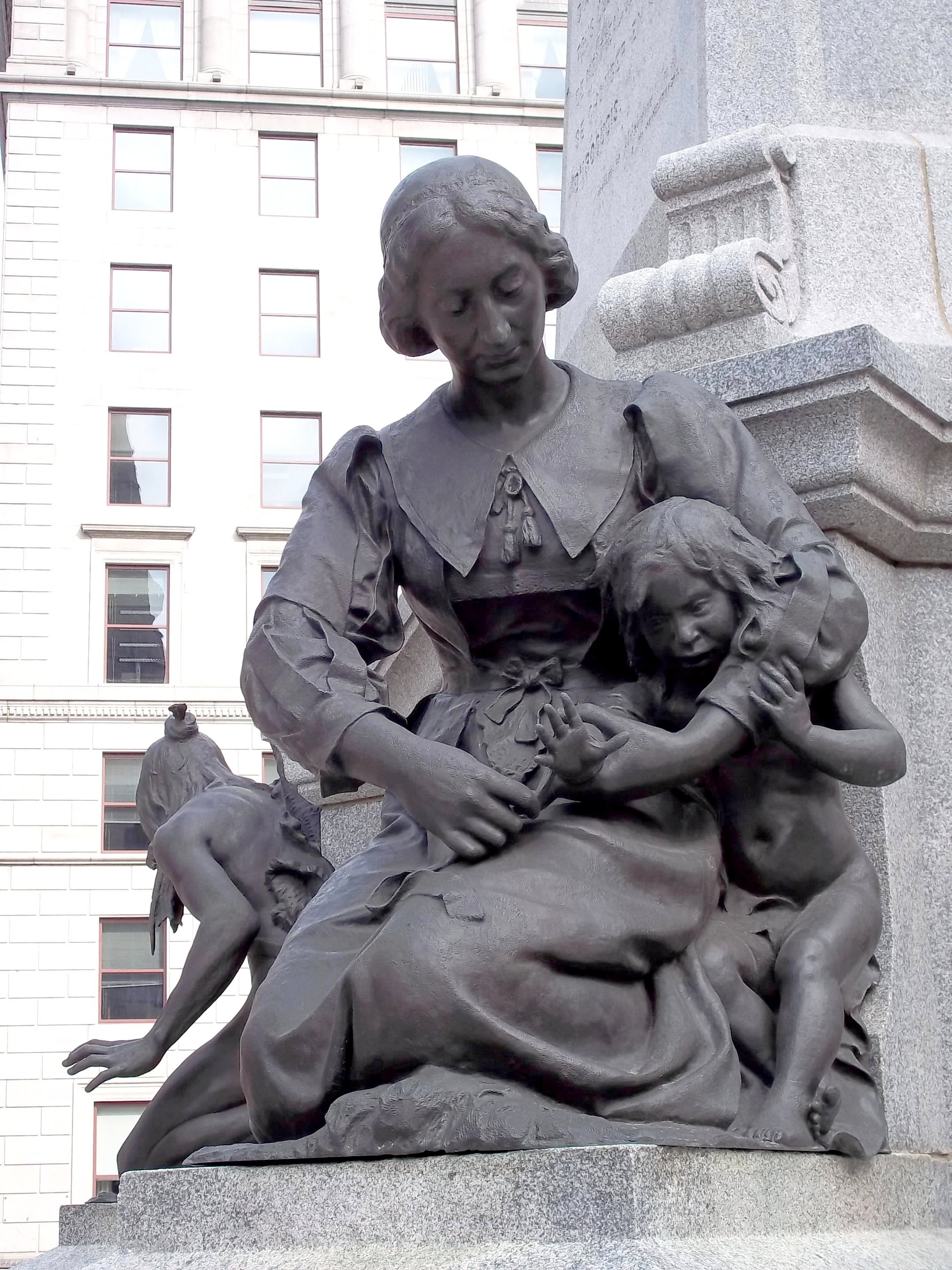
Cette statue de Jeanne Mance fait partie du Monument à Maisonneuve.

Au XVIIe siècle, la France catholique baigne dans une piété qui nourrit un vaste élan missionnaire. Jeanne, qui a grandi dans un milieu dévot et qui compte, dans sa famille, plusieurs ecclésiastiques qui ont séjourné en Nouvelle-France, était prédisposée à entendre cet appel. À 33 ans, elle découvre sa vocation missionnaire et veut rejoindre la Nouvelle-France alors en pleine expansion.
En avril 1640, elle revoit, à Langres, son cousin germain, Nicolas Dolebeau, chapelain de la Sainte-Chapelle de Paris et précepteur du neveu de la duchesse d’Aiguillon, qui lui donne des nouvelles du mouvement missionnaire en Nouvelle-France. Il lui présente la Relation de 1639 des jésuites qui vient de paraître. Jeanne apprend que Madame de La Peltrie, une veuve fortunée, est partie pour Québec en 1639, avec Marie Guyart (Marie de l'Incarnation), ainsi que des religieuses ursulines et hospitalières. Madame de La Peltrie doit y fonder un hôpital financé par la duchesse d’Aiguillon. Une femme, de surcroît laïque, matérialise ainsi le rêve de Jeanne de servir en Nouvelle-France. Elle n'en est que plus déterminée à le réaliser,.
Sur les conseils d'un jésuite, elle part pour Paris le 30 mai 1640 afin de rencontrer le père Charles Lalemant qui a vécu huit ans en Nouvelle-France et gère maintenant l’intendance des missions jésuites canadiennes. Durant son séjour parisien, en plus du père Lalemant, elle fera la connaissance du père Jean-Baptiste Saint-Jure, recteur du noviciat des Jésuites, qui deviendra son directeur spirituel. Grâce à eux, et à Charles Rapine, provincial des récollets, elle rencontre Angélique de Bullion, une riche veuve d’un surintendant des finances qui veut elle aussi établir un hôpital au Canada dans un lieu qui reste encore à déterminer. Jeanne accepte de mener à bien ce projet. Mme de Bullion souhaite cependant rester dans l'ombre. C'est Charles Rapine, l'un de ses parents, qui sera son intermédiaire auprès de Jeanne. Le baron Gaston de Renty veillera pour sa part à la gestion des fonds pour l'hôpital.
Au printemps 1641, Jeanne se rend à La Rochelle où une flotte doit partir pour la Nouvelle-France. Elle y rejoint le père Jacques de La Place, un jésuite qu’elle a connu à Paris, qui doit aussi faire la traversée. Elle fait de plus la rencontre de Jérôme Le Royer de La Dauversière qui a créé, avec le soutien financier de Pierre Chevrier, baron de Fancamp, la Société Notre-Dame de Montréal afin de fonder une colonie dans l’île de Montréal pour y convertir et sédentariser les Autochtones. Le chef de l'expédition a déjà été choisi, il s'agit de Paul de Chomedey de Maisonneuve. Mais La Dauversière doit aussi trouver « une fille ou femme de vertu assez héroïque et de résolution assez mâle pour venir dans ce pays prendre le soin de toutes les denrées et marchandises nécessaires à la subsistance de ce monde et pour servir en même temps d’hospitalière aux malades ou blessés » — en somme une gestionnaire de la future colonie. Jeanne accepte cette responsabilité qui lui est proposée. L'hôpital dont elle rêve sera donc édifié à Montréal.

### Fondation de Ville-Marie
L'expédition quitte La Rochelle le 9 mai 1641. Elle comprend deux vaisseaux. Maisonneuve embarque sur l'un d'eux avec le futur aumônier des ursulines, vingt-cinq artisans et un chirurgien. Sur le second se trouve Jeanne Mance, des missionnaires jésuites (dont Jacques de La Place) ainsi que des colons et onze artisans. Le navire de Jeanne arrive à Québec trois mois plus tard, le 8 août, après un rude voyage. Elle y fait la connaissance de Madeleine de La Peltrie. Personne n'a cependant eu de nouvelles du vaisseau qui transporte Maisonneuve. Le 20 septembre, il arrive enfin en Nouvelle-France. Jeanne Mance, Madeleine de La Peltrie et le père Le Jeune se sont rendus à Tadoussac pour l'accueillir.
En raison de la menace iroquoise qui a pris de l'ampleur dans la vallée du Saint-Laurent, le gouverneur Charles Huault de Montmagny désapprouve le projet d'établissement à Montréal, qu'il qualifie de « folle entreprise ». Il propose plutôt l'île d'Orléans à Maisonneuve, plus près de Québec, mais celui-ci ne déroge pas de son plan. Une expédition de reconnaissance est organisée à Montréal au cours de l'automne. En l'absence de Maisonneuve, le gouverneur désigne le lieu précis de la future mission, près de l'emplacement actuel du Musée de Pointe-à-Callière.
Au cours de l'automne 1641 et de l'hiver 1642, les préparatifs ont lieu. Il faut construire les barques qui transporteront les membres de l'expédition et amasser le bois pour les futures habitations. Jeanne assume la direction des opérations. Elle organise le travail des divers artisans et corps de métier (équarrisseurs, charpentiers, menuisiers, etc.), répartit les fournitures et les matériaux. Jeanne profite de sa présence à Québec pour visiter, avec Madeleine de La Peltrie, l'hôtel-dieu construit par les Augustines, religieuses infirmières arrivées en 1639. Cette visite est des plus formatrice pour elle. Durant cette période, elle devient de plus la marraine d'Autochtones qui se sont convertis à la religion catholique.
À Paris, l'engouement s'accroît pour le projet d'établissement à Montréal. Bientôt, le nombre de membres de la Société de Notre-Dame passe à trente-cinq. Parmi ceux-ci, Monsieur Olier, un prêtre influent et le fondateur de la Compagnie de Saint-Sulpice. La Société se réunit à Paris le 27 février 1642. L'île de Montréal est consacrée à la « Sainte Famille de Notre-Seigneur ». On décide que le nom du nouvel établissement sera Ville-Marie.
Au printemps 1642, après la fonte des glaces du fleuve Saint-Laurent, un premier convoi se met en branle vers Montréal. Il a à sa tête le gouverneur Montmagny. Les deux barques construites durant l'hiver transportent matériaux et provisions. Le 17 mai, le convoi jette l'ancre à l'endroit prévu. Paul de Chomedey de Maisonneuve prend possession des terres concédées officiellement par le gouverneur, au nom de la Société de Montréal, avec l'autorisation d'y ériger des bâtiments.
Jeanne Mance, qui fait partie de ce premier groupe, a joué un rôle déterminant dans l'organisation du nouvel établissement. Le 18 mai, un autel est construit et le père Vimont célèbre la première messe sur l'île. Très vite, une palissade est édifiée. Quelques jours plus tard, Montmagny, en compagnie du père Vimont, retourne à Québec. Les nouveaux venus font pour leur part pour la première fois la rencontre d'Autochtones. Un premier baptême a lieu; Jeanne et Maisonneuve sont respectivement marraine et parrain.

### Fondation de l'Hôtel-Dieu

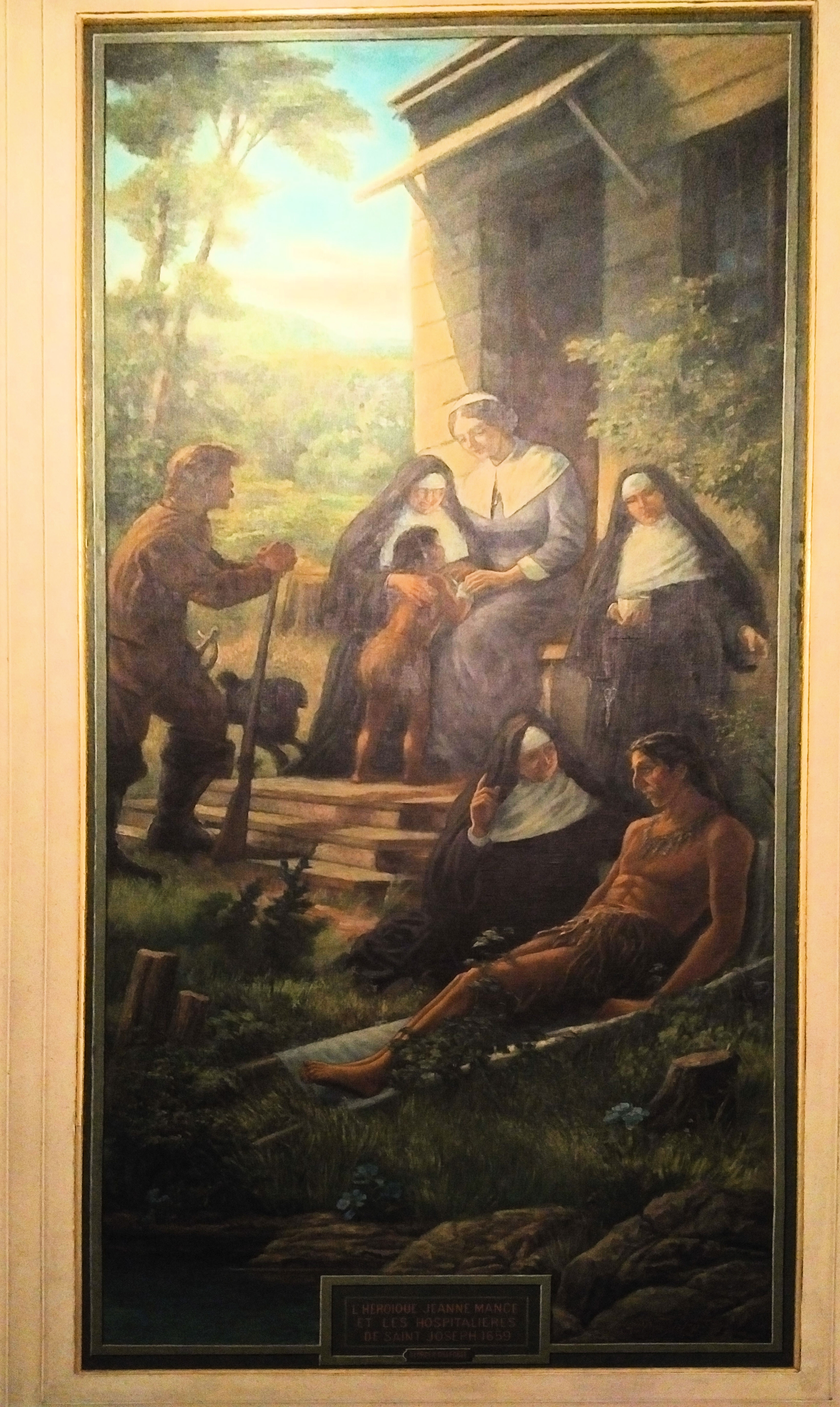
À la porte du premier hôpital de Montréal, une hospitalière lui amène un enfant malade.
Tableau de Georges Delfosse.

Dès l'automne 1642, Jeanne soigne les constructeurs du fort et les soldats dans une installation précaire. Avant l'arrivée de l'hiver, on érige des cabanes en rondins dans l'enceinte fortifiée ainsi qu'une grande maison. Durant l'hiver, les montréalistes reçoivent la visite d'Algonquins et de nombreuses conversions ont lieu. Jeanne sera la marraine des nouveaux baptisés à maintes reprises. Avec le temps, les colons habitent dans des lieux moins précaires, de vraies maisons étant construites. Dans l'un des nouveaux bâtiments, Jeanne peut installer ce qui deviendra son Hôtel-Dieu.
Pendant l’hiver 1643-1644, les autochtones sont absents. Jeanne, qui est venue en Nouvelle-France pour les soigner, songe à établir son hôpital en territoire huron-wendat, plus particulièrement à la mission de Sainte-Marie-des-Hurons. Au début de l’été 1644, elle écrit en ce sens à Madame de Bullion. Cette dernière exprime le souhait, dans sa réponse, que Jeanne s'en tienne plutôt au projet initial, soit de construire l'hôpital à Montréal avec l'argent reçu l'année précédente selon les termes du contrat signé à Paris le 12 janvier 1644.
À la suite de la conclusion d'une entente de paix avec les Agniers, la conjoncture est propice au retour des Autochtones près des Français. On se hâte donc de commencer les travaux que Jeanne supervisera. Il s'agit d'un modeste bâtiment de 60 pieds sur 24 situé en dehors de l'enceinte de Ville-Marie. Les lieux sont inaugurés le 8 octobre 1645 et abriteront six lits pour les hommes et deux pour les femmes. Jeanne s'y installe avec Catherine Lézeau, qui l'assiste dans ses tâches.
En 1653, elle cherche à venir en aide à la jeune colonie qui se trouve dans un état précaire. Jeanne Mance confie ainsi la somme de 22 000 livres, qu'elle avait obtenu de Madame de Bullion, à Paul de Chomedey de Maisonneuve pour lui permettre de recruter des colons en France. Il parvient à en faire venir une centaine (la Grande Recrue).
Rapidement trop petit, le bâtiment est remplacé par un autre en 1654. En plus de l'ancienne partie, le nouvel hôpital possède un corps de logis de 80 pieds sur 30 pieds et sur 20 pieds de hauteur. On y trouve une église dédiée à saint Joseph, une salle pour les malades et un espace pour les pères jésuites. À l'étage se trouve un dortoir pour les futures religieuses hospitalières qui y œuvreront, selon le désir de Madame de Bullion.
Elle quitte momentanément Ville-Marie pour la France en 1658 avec Marguerite Bourgeoys, après s'être blessée grièvement à un bras après une chute. Elle en guérit miraculeusement en allant prier devant le tombeau de Jean-Jacques Olier, précisément en prenant la boîte que contenait son cœur. Jeanne Mance, relevant toujours de l'état laïque, revient au Canada en 1959 avec trois Hospitalières de Saint-Joseph (Judith Moreau de Brésoles, Catherine Macé et Marie Maillet). En 1662, elle retourne à nouveau en France, cette fois pour assister au changement de propriété de Montréal, qui passe des mains de la Société de Notre-Dame à celles des Sulpiciens.
Jeanne Mance assure la direction de l'hôtel-Dieu jusqu'à la fin de sa vie en 1673. Ses longues années de service au Canada ont fait d'elle une personnalité bien en vue. Elle est ainsi choisie quarante-et-une fois pour être marraine des jeunes françaises. Le 30 juin 1672, quand la construction de la première église de Ville-Marie débute, Jeanne Mance figure à côté des autorités civiles et religieuses et y pose la cinquième pierre angulaire. Cet événement constitue sa dernière apparition publique officielle.

### Testament et décès
|                                            |  |  |
| Testament de Jeanne Mance, recto et verso. |  |  |

Elle rédige un testament à partir de mai 1669 et le termine le 16 février 1672. Jeanne Mance meurt le 18 juin 1673. Dans son testament, elle lègue son cœur aux Montréalais et elle demande aux Hospitalières de prendre soin de son corps. Sa dépouille est placée dans la crypte de la chapelle de l'actuel Hôtel-Dieu de Montréal, où elle repose toujours.

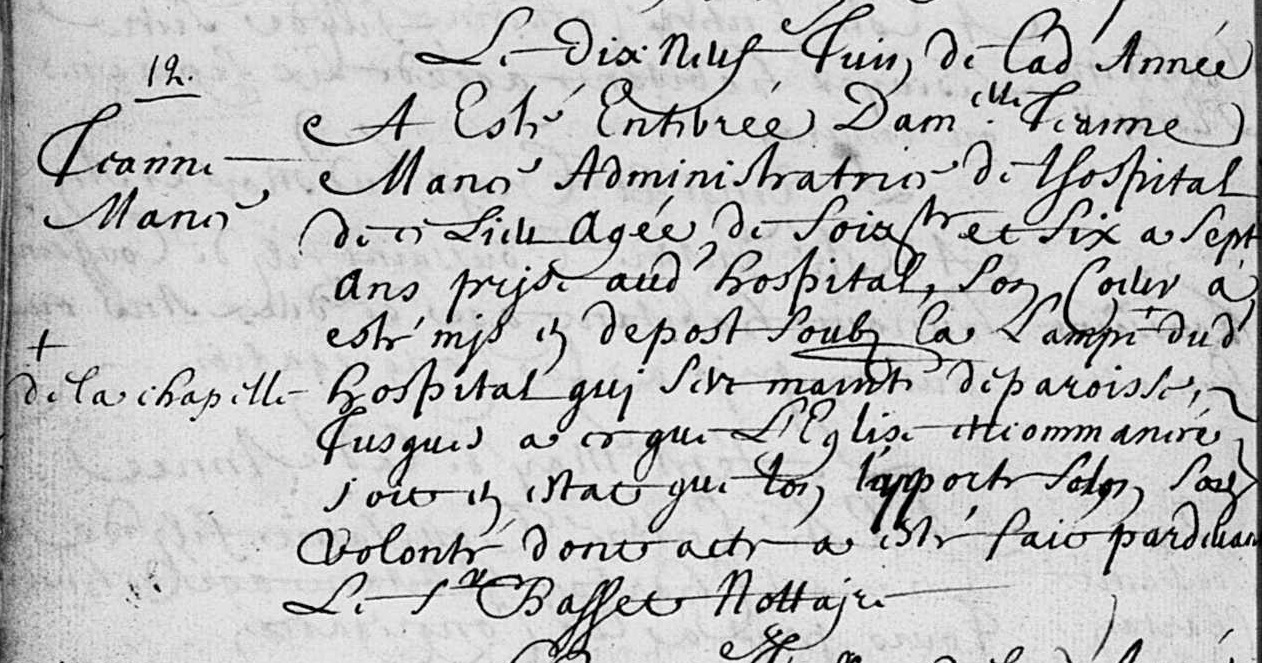
Acte de sépulture de Jeanne Mance.
19 6 1673.
Paroisse Notre-Dame de la ville de Montréal.

## Iconographie
Selon le chercheur Gabriel Martin, il n'existe pas de portrait d'époque de Jeanne Mance et les représentations visuelles qu'on donne d'elle se basent majoritairement sur un tableau, peint par l'artiste français Louis Dugardin vers la fin du 19e siècle. Ce tableau s'inspire d'une vue d'artiste gravée en 1867 par le sulpicien français François Daniel. Ces représentations ont notamment été reprises sur le timbre-poste émis par la Société canadienne des postes en 1973 pour rendre hommage à Jeanne Mance, ou encore dans les statues censées la représenter.

## Béatification
Sa cause de béatification a été introduite en 1959 dans l'archidiocèse de Montréal, et a été transmise depuis à la Congrégation pour les causes des saints au Vatican. Dom Guy-Marie Oury rédige une biographie en vue de sa béatification. Le vendredi 7 novembre 2014, le pape François autorise la Congrégation pour la cause des saints à promulguer le décret reconnaissant les vertus héroïques de Jeanne Mance, ce qui permet qu'elle devienne vénérable, première des trois étapes vers la canonisation.

## Cofondatrice de Montréal
- Le 7 mars 2011, le maire de Montréal, Gérald Tremblay, annonce avoir entamé des démarches pour que Jeanne Mance soit reconnue officiellement comme cofondatrice de la ville. L'administration souhaite d'ailleurs amender les documents officiels de la ville pour y inclure le nom de Jeanne Mance. À terme, les manuels scolaires devraient être modifiés pour reconnaître sa contribution[19].
- Le 17 mai 2012, la Ville de Montréal reconnaît Jeanne Mance « fondatrice de Montréal à l'égal du fondateur Paul de Chomedey, sieur de Maisonneuve[20] ». Cette décision, adoptée par le conseil municipal, fait suite à un rapport de l'historien Jacques Lacoursière[21].

## Hommages

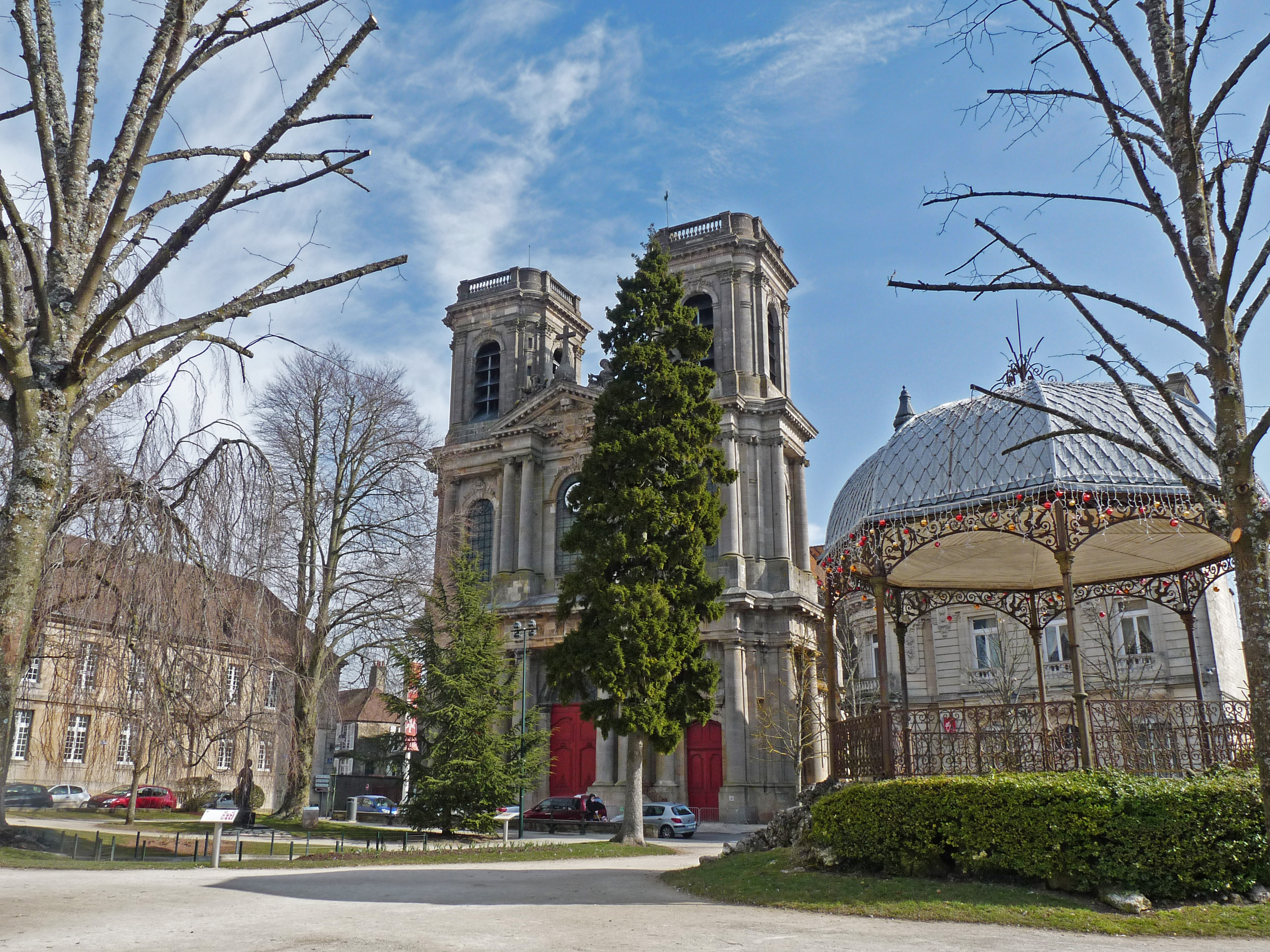
Statue dans le square Jeanne-Mance de Langres.

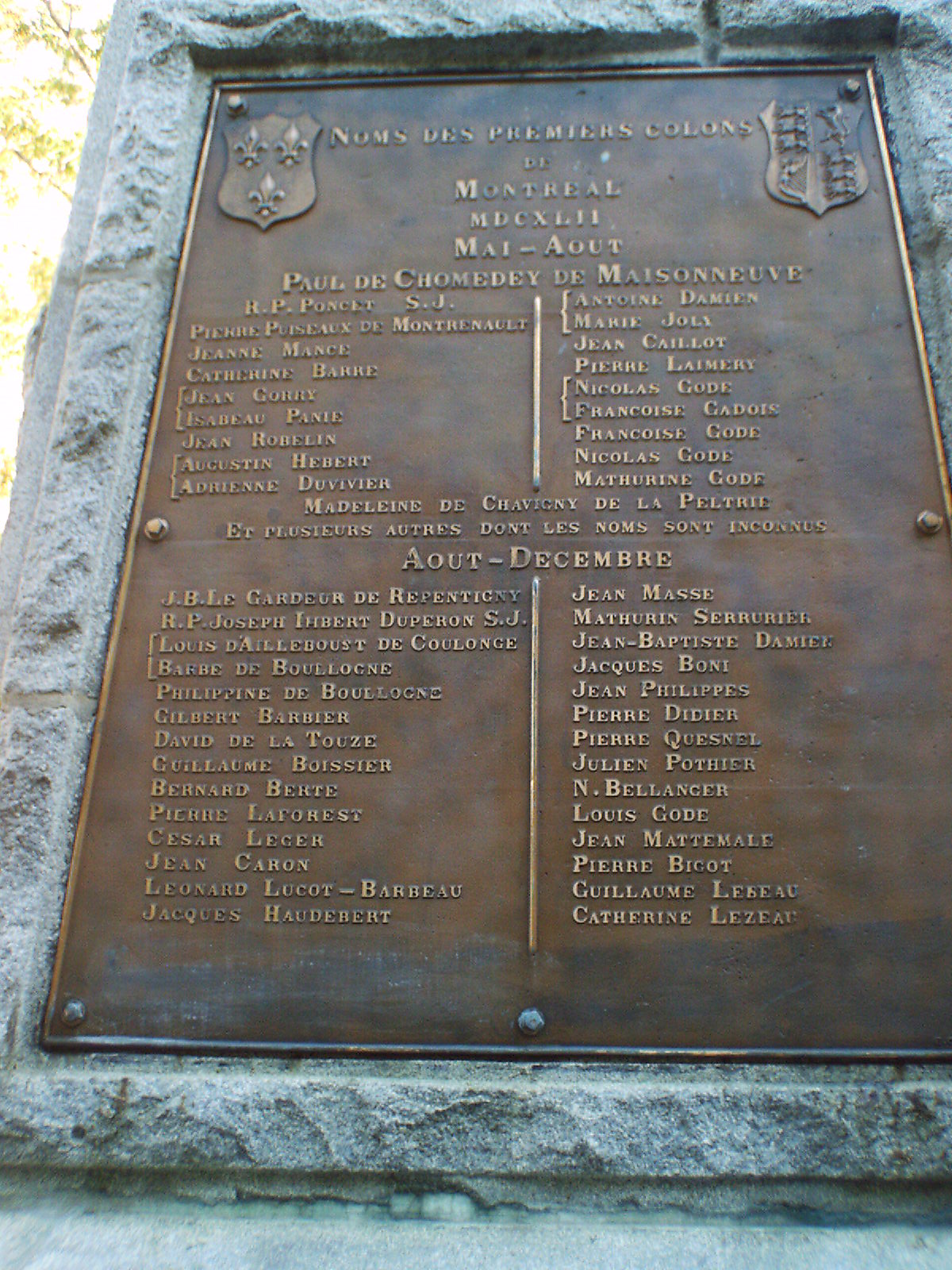
Monument aux pionniers de Montréal.

- Le répertoire de la Commission de toponymie du Québec révèle que le toponyme Jeanne-Mance est attribué à 37 éléments de la géographie québécoise : un grand nombre de rues partout au Québec, une place, deux parcs (dont le parc Jeanne-Mance de Montréal) et une circonscription électorale provinciale (Jeanne-Mance-Viger)[22].
- On a donné le nom de Jeanne Mance à quatre écoles : une à Montréal, une à Drummondville, une à Saint-Prime et une autre à Sainte-Angèle-de-Monnoir.
- Un ensemble scolaire, école primaire (maternelle et élémentaire) et collège, porte son nom à Langres, sa ville natale.
- Un lycée porte également son nom en France : à Troyes, où elle a découvert sa vocation missionnaire[23].
- On a fêté en 2006 le 400e anniversaire de la naissance de Jeanne Mance, à Montréal comme à Langres, qui l'a honorée en 1968 d'une statue en bronze de Jean Cardot, inaugurée le 5 mai 1968 dans le jardin en face de la cathédrale, à l'endroit où se trouvait l'église Saint-Pierre-Saint-Paul où Jeanne Mance a été baptisée[24].
- Le prix Jeanne-Mance a été créé en 1971 par l'Association des infirmières et infirmiers du Canada afin de rendre « hommage à une ou à plusieurs infirmières au cours de son congrès biennal ». Elle est remise à des infirmières « qui ont apporté des contributions importantes et innovatrices à la santé de la population canadienne », qui « ont œuvré pour faire connaître et comprendre davantage la profession infirmière au public et ont exercé une influence positive sur la pratique infirmière au Canada et à l’étranger »[25].
- Un collège d'enseignement privé haïtien destiné aux infirmières (École supérieure d'infirmières Jeanne-Mance du Canada) porte également son nom.
- L’artiste Louise Viger a créé une installation intitulée « La traversée des lucioles » en hommage à Jeanne Mance qui, selon la légende, a utilisé des lucioles dans un bocal comme lampe du sanctuaire dans les premières années de la colonie. Cette installation de 5 éléments colorés bleus dans lequel scintillent des lumières en fibre optique, est placée en oblique sur un mur de 13,6 par 15,8 mètres, qui fait partie d’un groupe de 10 œuvres artistiques intégrées au nouveau Centre hospitalier de l’Université de Montréal (CHUM)[26].
- Elle a été désignée personnage historique national le 15 juillet 1998 par la Commission des lieux et monuments historiques du Canada[27].
- Le 8 mars 2011, Jeanne Mance est proclamée Bâtisseuse de la Cité[28]. Elle est la première à recevoir cet hommage. La série des Bâtisseuses de la Cité a été lancée par la Ville de Montréal dans le but de rendre hommage à des femmes qui ont contribué de manière remarquable au développement de Montréal[29].
- Le 17 mai 2012, Jeanne Mance est proclamée « fondatrice de Montréal à l'égal du fondateur Paul de Chomedey, sieur de Maisonneuve » par la Ville de Montréal[20].
- Le 17 mai 2013, elle est désignée personnage historique par le ministère de la Culture et des Communications[30] du Québec.
- Le 29 avril 2021, elle est intronisée à titre posthume au Temple de la renommée médicale canadienne[31].

### Ouvrages
- Françoise Deroy-Pineau, Jeanne Mance. De Langres à Montréal, la passion de soigner, Montréal, Fides, 2015 (1re éd. 1995), 136 p. (ISBN 9782762139631, présentation en ligne)
- Jean-Paul Pizelle et Romain Belleau, Jeanne Mance : de Langres à Montréal, une femme bâtisseuse, Chaumont, Le Pythagore, 2017, 295 p. (ISBN 9782372310277, présentation en ligne)
- Eugène Hugues, Le vrai visage de Jeanne Mance, Langres, Dominique Guéniot éditeur, 1992, 107 p. (lire en ligne)
- Lionel Groulx, Jeanne Mance, Montréal, Comité des fondateurs, 1954, 30 p. (lire en ligne)
- Marie-Claire Develuy, Jeanne Mance, Montréal, Fides, 1962 (1re éd. 1934), 418 p.
- Étienne-Michel Faillon, Vie de Mlle Mance et histoire de l’Hôtel-Dieu de Villemarie dans l’île de Montréal, en Canada, Villemarie, Chez les Sœurs de l'Hôtel-Dieu de Villemarie, 1854, 271 p. (lire en ligne)
- Marie Morin, Annales de l'Hôtel-Dieu de Montréal, Montréal, L'imprimerie des éditeurs limités, 1921, 232 p. (lire en ligne)
- Jean-Benoit Nadeau, « Jeanne Mance, femme de cœur, de tête et d'action, Le Devoir, 6 mai 2023, https://www.ledevoir.com/societe/790321/femme-de-coeur-de-tete-et-d-action?.
- François Dollier de Casson, Histoire de Montréal, 1640-1672, Montréal, E. Sénécal, 1871, 128 p. (lire en ligne)

### Articles
- Annabel Loyola, « Notre-Dame de Paris et la fondation de Montréal », sur lemonde.fr, 20 avril 2019.
- Marie-Claire Daveluy, « Mance, Jeanne », Dictionnaire biographique du Canada, vol. 1,‎ 1966 (lire en ligne).
- Geoffrey Duvoy, « Charles Mance et les siens. Trois documents essentiels éclairant la jeunesse de Jeanne Mance » Bulletin de la société historique et archéologique de Langres. Tome XXVII, 4e trimestre 2013, p. 477-501.
- Louise Harel, « Jeanne Mance et les pionnières de la Nouvelle-France », sur fondationlionelgroulx.org, mars 2015 (consulté le 11 octobre 2018).
- Annabel Loyola, « Une erreur de plusieurs siècles enfin réparée », sur ledevoir.com, 21 juin 2012.
- « La maison de Jeanne Mance retrouvée en France », sur ici.radio-canada.ca, 23 octobre 2014 (consulté le 11 octobre 2018).
- Jan Noel, « Jeanne Mance », L'Encyclopédie canadienne,‎ 27 février 2008 (lire en ligne).
- Guy-Marie Oury, « Jeanne Mance. Nouvelles recherches : un bilan », in Bulletin de la Société historique et archéologique de Langres, t. XXI, n° 321, 4e trimestre 1995, p. 425-442.
- Jean-Paul Pizelle, « Jeanne Mance. Langres 1606 – Montréal 1673. Cofondatrice de Montréal et fondatrice de son Hôtel-Dieu », sur jeanne-mance.fr, 16 novembre 2014.
- Jean-Paul Pizelle, « La maison de Jeanne Mance », Bulletin du Centre Jeanne Mance, Montréal, vol. XXVII,‎ décembre 2013, p. 4-6.
- Mario Robert, « Jeanne Mance, 1606-1673 », sur archivesdemontreal.com, 6 novembre 2006 (consulté le 11 octobre 2018).
- Éric Thierry, « Mémoire de Jeanne Mance à Langres », Encyclopédie du patrimoine culturel de l'Amérique française,‎ 2009? (lire en ligne).

### Au cinéma et à la télévision
- En 2022, Annabel Loyola produit et réalise le film documentaire La ville d'un rêve[32]
- En 2017, Annabel Loyola coproduit et réalise le film documentaire Le dernier souffle, au cœur de l'Hôtel-Dieu de Montréal[33],[34]
- En 2010, Annabel Loyola produit et réalise le film documentaire La folle entreprise, sur les pas de Jeanne Mance[35],[36]

### Articles liés
- Histoire de Montréal
- Hôtel-Dieu de Montréal
- Paul de Chomedey de Maisonneuve